# Stazione di Carpi
Stazione di Carpi vasútállomás Olaszországban, Carpi településen.

## Vasútvonalak
Az állomást az alábbi vasútvonalak érintik:
- Verona-Mantova-Modena-vasútvonal
- Bagnolo in Piano–Carpi-vasútvonal

## Kapcsolódó állomások
A vasútállomáshoz az alábbi állomások vannak a legközelebb:
- Stazione di Rolo-Novi-Fabbrico
- Stazione di Soliera Modenese